# Détroit de Palk
Le détroit de Palk est un détroit faisant partie du golfe du Bengale et séparant l'État indien du Tamil Nadu au nord-ouest du Sri Lanka septentrional au sud-est.

## Toponymie
Le détroit et la baie de Palk portent le nom de Robert Palk, président de la Compagnie des Indes orientales qui administre la présidence de Fort St. George II de 1763 à 1767.

## Géographie
Long de 137 à 160 kilomètres, large de 55 à 137 kilomètres pour une profondeur maximale inférieure à 100 mètres et moyenne de 12 mètres,, il constitue une division du golfe du Bengale. Dans le cadre d'un redécoupage des mers et des océans, l'Organisation hydrographique internationale prévoyait de faire du détroit un espace maritime distinct et indépendant du golfe du Bengale à partir de 2002, mais le projet n'a pas abouti.
La limite nord-est du détroit de Palk est représentée par une ligne reliant la pointe Calimère (Inde) à Point Pedro, sur la péninsule de Jaffna (Sri Lanka). Situé entre l'Inde continentale au nord-ouest et le Sri Lanka au sud-est, le détroit communique au sud-ouest et au-delà du pont d'Adam avec le golfe de Mannar, en mer des Laquedives,.